# Festival Internacional de Cinema de Berlim 2007
A 57ª edição anual do Festival Internacional de Cinema de Berlim foi realizado entre os dias 8 a 18 de fevereiro de 2007. O filme de abertura foi La môme de Olivier Dahan. Enquanto Angel de François Ozon, foi o filme de encerramento. O diretor norte-americano Paul Schrader foi o presidente do júri no festival.
O Urso de Ouro foi concedido ao filme chinês Tuya de hun shi dirigido por Wang Quan'an. Cerca de 224 mil ingressos foram vendidos. O festival realizou uma retrospectiva sobre mulheres em filmes da era silenciosa. Os filmes que foram exibidos na retrospectiva incluíram uma versão colorida restaurada do filme Hamlet 1921, estrelado por Asta Nielsen, e o filme italiano de 1914 Cabiria e Berlin Alexanderplatz.

## Júri

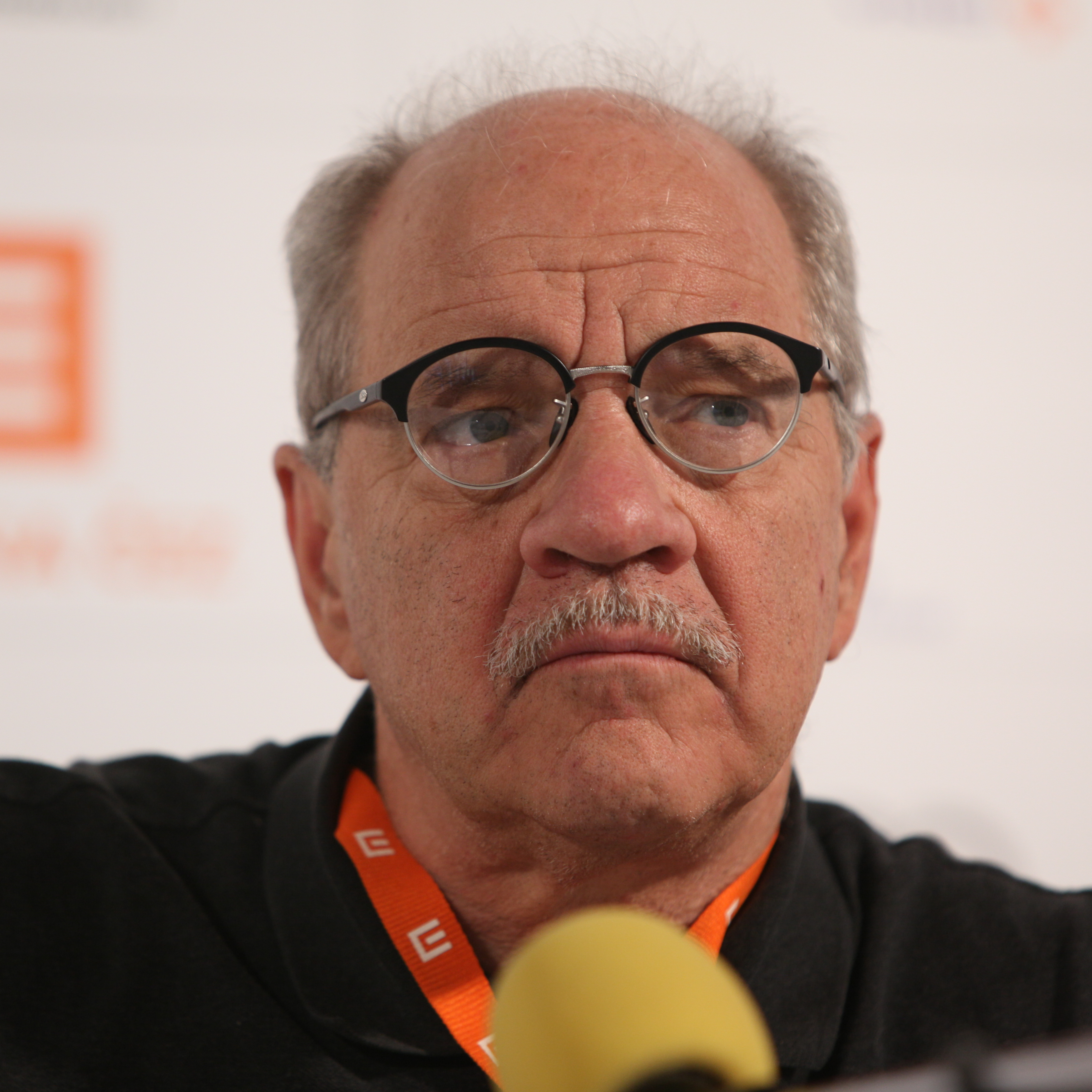
Paul Schrader, presidente do Júri.

As seguintes pessoas foram anunciados como jurados do festival:

#### Júri internacional
- Paul Schrader, diretor e roteirista (Estados Unidos)
- Hiam Abbass, atriz e diretor (Palestina)
- Mario Adorf, ator (Alemanha)
- Willem Dafoe, ator (Estados Unidos)
- Gael García Bernal, ator, diretor e produtor (México)
- Nansun Shi, produtor (Hong Kong)
- Molly Malene Stensgaard, editora (Dinamarca)

Júri do Melhor Primeiro Filme
- Judy Counihan, produtor (Reino Unido)
- Niki Karimi, atriz (Irã)
- Gerhard Meixner, produtor (Alemanha)

Júri Internacional de Curtas-Metragens
- Paz Anyiam-Fiberesima, produtor (Nigéria)
- Riina Sildos, produtor (Estônia)
- Ning Ying, diretor, roteirista e produtor (China)

## Em competição
Os seguintes filmes foram selecionados em competição pelos prêmios Golden Bear e Silver Bear:
| Título em inglês   | Título original               | Diretor (es)      | País                                            |
| ------------------ | ----------------------------- | ----------------- | ----------------------------------------------- |
| Anjo               | A vida real de Angel Deverell | François Ozon     | Reino Unido, França, Bélgica                    |
| Beaufort           | בופור                         | Joseph Cedar      | Israel                                          |
| Cidade fronteiriça | Cidade fronteiriça            | Gregory Nava      | EUA, Reino Unido                                |
| Os falsificadores  | Die Fälscher                  | Stefan Ruzowitzky | Áustria, Alemanha                               |
| O outro            | El otro                       | Ariel Rotter      | Argentina, França, Alemanha                     |
| Adeus Bafana       | Adeus Bafana                  | Bille August      | Bélgica, África do Sul, Reino Unido, Luxemburgo |
| Hallam Foe         | Hallam Foe                    | David Mackenzie   | Reino Unido                                     |

| Sonho do Deserto                        | Hyazgar                                 | Zhang Lu         | Coreia do Sul, França                              |
| Em memória de mim                       | Em memória de mim                       | Saverio Costanzo | Itália                                             |
| Irina Palm                              |                                         | Sam Garbarski    | Bélgica, Luxemburgo, Reino Unido, Alemanha, França |
| Vida em rosa                            | La Vie En Rose                          | Olivier Dahan    | França, Canadá                                     |
| As Testemunhas                          | Les Témoins                             | André Téchiné    | França                                             |
| A Duquesa de Langeais                   | Ne touchez pas la hache                 | Jacques Rivette  | França                                             |
| O ano em que meus pais saíram de férias | O Ano em Que Meus Pais Saíram de Férias | Cao Hamburger    | Brasil, Argentina                                  |

| Servi o rei da Inglaterra       | Obsluhoval jsem anglického krále | Jiří Menzel       | República Tcheca, Eslováquia |
| Perdido em Pequim               | 苹果                             | Li Yu             | China                        |
| Eu sou um Cyborg, mas tudo bem  | 싸이 보그 지만                   | Parque Chan-wook  | Coreia do Sul                |
| O bom alemão                    | O bom alemão                     | Steven Soderbergh | EUA                          |
| O bom Pastor                    | O bom Pastor                     | Robert de Niro    | EUA                          |
| Casamento de Tuya               | Tuya de hun shi                  | Wang Quan'an      | China                        |
| Quando um homem cai na floresta | Quando um homem cai na floresta  | Ryan Eslinger     | EUA, Canadá                  |
| Yella                           | Yella                            | Christian Petzold | Alemanha                     |

## Vencedores

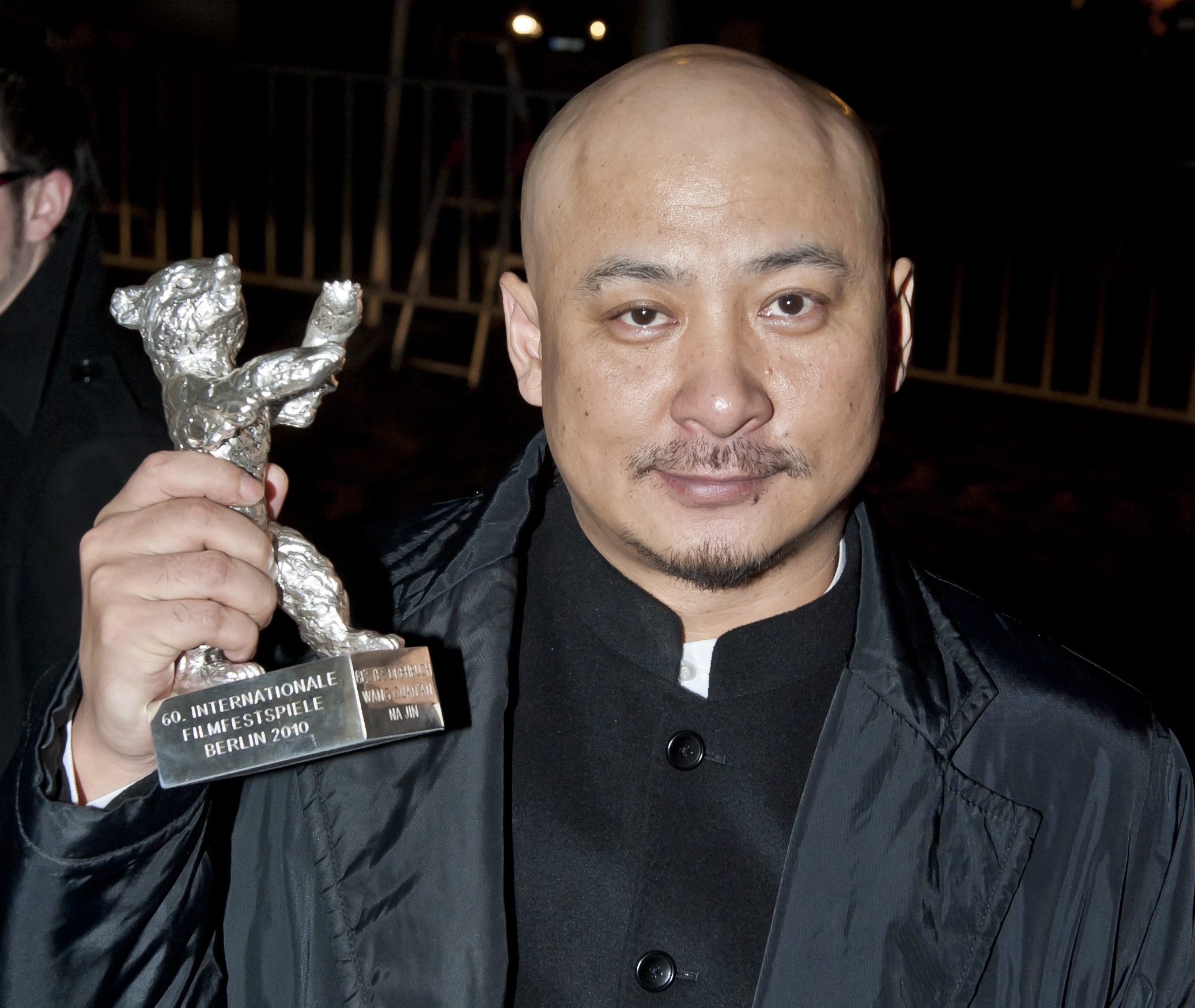
Wang Quan'an, vencedor do Urso de Ouro no festival

Os seguintes prêmios foram apresentados no festival.

### Urso de Ouro
O urso de ouro foi ao casamento de Tuya por Wang Quan'an .

### Ursos de prata
- Grande Prêmio do Júri (Grande Prêmio do Júri): Ariel Rotter para El otro
- Melhor Diretor: Joseph Cedar para Beaufort
- Melhor Ator: Julio Chávez por El otro
- Melhor Atriz: Nina Hoss para Yella
- Melhor Música: David Mackenzie para Hallam Foe
- Contribuição Artística Excelente: Para o Elenco do Bom Pastor de Robert De Niro
- Prêmio Alfred Bauer : Park Chan-wook porque eu sou um Cyborg, mas tudo bem
- Prêmio FIPRESCI : Obsluhoval jsem anglického krále por Jiří Menzel